# Шаховка (Смоленская область)
Шаховка — деревня в Вяземском районе Смоленской области России. Входит в состав Мещёрского сельского поселения. Население — 1 житель (2007 год). 
Расположена в восточной части области в 20 км к северо-востоку от Вязьмы, в 9 км севернее автодороги М1 «Беларусь». В 1 км юго-восточнее деревни расположена железнодорожная станция О.п. 218-й км на линии Москва — Минск. 

## История
В годы Великой Отечественной войны деревня была оккупирована гитлеровскими войсками в октябре 1941 года, освобождена в марте 1943 года.